# Denkmal für die Gefallenen des Ersten und Zweiten Weltkrieges (Schneeberg)

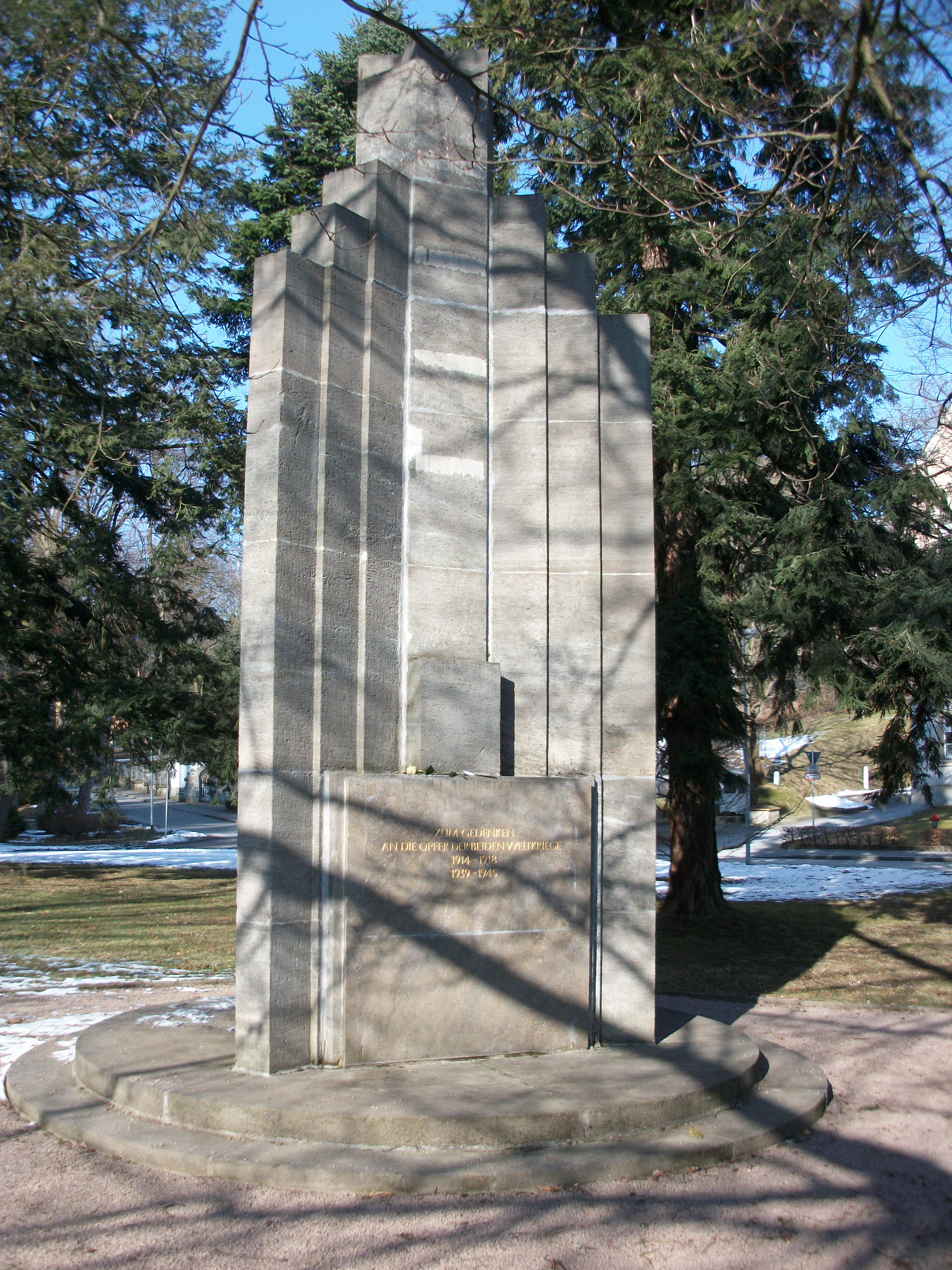
Gesamtansicht des Denkmals für die Kriegsgefallenen

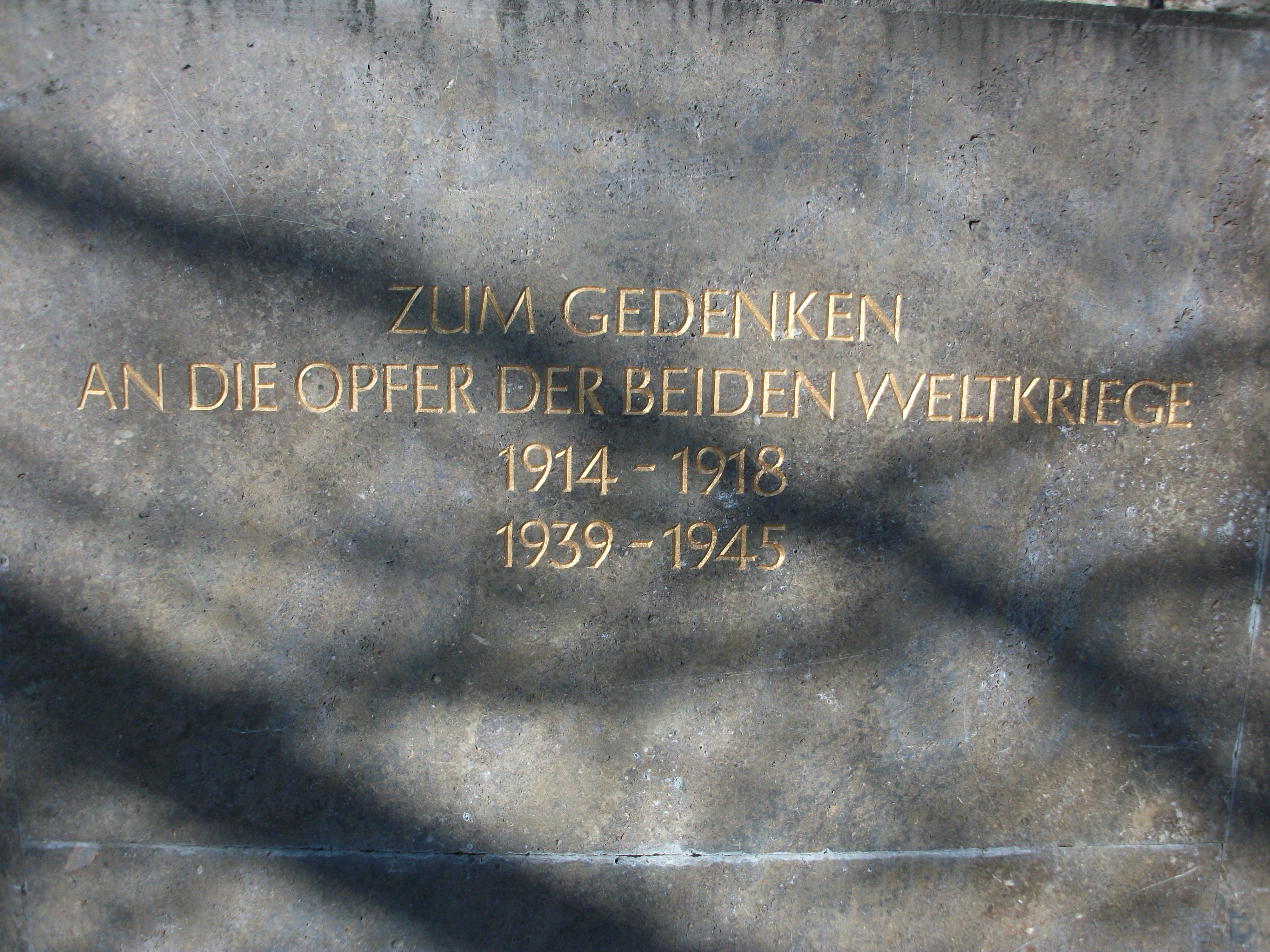
Inschrift auf der Vorderseite

Das Denkmal für die Gefallenen des Ersten und Zweiten Weltkrieges in der Stadt Schneeberg (Erzgebirge) im Freistaat Sachsen erinnert an die in den beiden Weltkriegen Gefallenen der Stadt. Das Kriegerdenkmal ist als expressionistisches Zeugnis mit ortshistorischer und künstlerischer Qualität ein geschütztes Kulturdenkmal.

## Standort
Das Denkmal befindet sich im Stadtpark von Schneeberg an der Goethestraße. 

## Beschreibung des Denkmals
Über flachem, rundem Stufensockel dreiseitige, prismatisch eingefärbte Muschelkalkstele, ergänzte Schrifttafel mit Goldlettern: „Zum Gedenken an die Opfer der beiden Weltkriege 1914–1918/1939–1945“.

## Geschichte
Die Errichtung des Denkmals wurde durch die Schneeberger Militärvereine angeregt. Das nach dem Ersten Weltkrieg gesammelte Geld fiel der Inflation zum Opfer. 1926 wurde die Idee der Denkmalserrichtung durch einen Ehrenmalsausschuss aufgegriffen. Die Aufstellung erfolgte 1929 im Stadtpark vor dem Amtsgericht. Das Denkmal schuf Albin Müller aus Darmstadt. 
Nach dem Zweiten Weltkrieg wurden die am Denkmal befindlichen steinernen Stahlhelme und Wappen sowie die drei Schrifttafeln mit den Namen der Gefallenen entfernt und die heutige Inschrift ergänzt.